# Campionat del Món «B» d'hoquei sobre patins masculí 2008
El trenta vuitè Campionat del Món «B» d'hoquei patins masculí es disputà entre el 25 d'octubre i l'1 de novembre de 2008 a Vanderbijlpark (Sud-àfrica).
Els equips classificats en les tres primeres places van poder disputar el Campionat del Món «A» 2009, a Vigo (Galícia).

## Participants
| Grup A | Grup A       |
| ------ | ------------ |
|        | Austràlia    |
|        | Estats Units |
|        | Israel       |
|        | Uruguai      |

| Grup B | Grup B        |
| ------ | ------------- |
|        | Àustria       |
|        | Bangladesh    |
|        | Països Baixos |
|        | Sud-àfrica    |

| Grup C | Grup C   |
| ------ | -------- |
|        | Colòmbia |
|        | Egipte   |
|        | Índia    |
|        | Macau    |

## Fase inicial
Els horaris corresponen a l'hora de Sud-àfrica (zona horària: UTC+2), als Països Catalans és 1 hora menys.
Llegenda
| Pts = Punts totals PJ = Partits jugats PG = Partits guanyats PE = Partits empatats PP = Partits perduts |  | GF = Gols a favor GC = Gols en contra DG = Diferència de gols (GF-GC) Ressaltat en verd = Equip classificat pels 6 primers llocs. Ressaltat en vermell = Equip classificat pels llocs 7 al 12. |  |  |

### Grup A
| Equip        | Pts | PJ | PG | PE | PP | GF | GC | DG  |
| ------------ | --- | -- | -- | -- | -- | -- | -- | --- |
| Estats Units | 9   | 3  | 3  | 0  | 0  | 22 | 5  | +17 |
| Uruguai      | 6   | 3  | 2  | 0  | 1  | 10 | 5  | +5  |
| Israel       | 1   | 3  | 0  | 1  | 2  | 3  | 13 | -10 |
| Austràlia    | 1   | 3  | 0  | 1  | 2  | 5  | 17 | -12 |

| 26 d'octubre - 12:30 |     |        |                |
| Austràlia            | 3-3 | Israel | Vanderbijlpark |
|                      |     |        | Vanderbijlpark |

| 26 d'octubre - 15:30 |     |         |                |
| Estats Units         | 5-3 | Uruguai | Vanderbijlpark |
|                      |     |         | Vanderbijlpark |

| 27 d'octubre - 11:30 |     |        |                |
| Estats Units         | 5-0 | Israel | Vanderbijlpark |
|                      |     |        | Vanderbijlpark |

| 27 d'octubre - 20:00 |     |           |                |
| Uruguai              | 2-0 | Austràlia | Vanderbijlpark |
|                      |     |           | Vanderbijlpark |

| 28 d'octubre - 10:00 |      |           |                |
| Estats Units         | 12-2 | Austràlia | Vanderbijlpark |
|                      |      |           | Vanderbijlpark |

| 28 d'octubre - 17:00 |     |        |                |
| Uruguai              | 5-0 | Israel | Vanderbijlpark |
|                      |     |        | Vanderbijlpark |

### Grup B
| Equip         | Pts | PJ | PG | PE | PP | GF | GC | DG |
| ------------- | --- | -- | -- | -- | -- | -- | -- | -- |
| Sud-àfrica    | 9   | 3  | 3  | 0  | 0  | 14 | 5  | +9 |
| Països Baixos | 6   | 3  | 2  | 0  | 1  | 10 | 8  | +2 |
| Àustria       | 3   | 3  | 1  | 0  | 2  | 4  | 6  | -2 |
| Bangladesh    | 0   | 3  | 0  | 0  | 3  | 0  | 9  | -9 |

| 25 d'octubre - 18:30 |     |         |                |
| Sud-àfrica           | 3-1 | Àustria | Vanderbijlpark |
|                      |     |         | Vanderbijlpark |

| 26 d'octubre - 14:00 |     |            |                |
| Àustria              | 3-0 | Bangladesh | Vanderbijlpark |
|                      |     |            | Vanderbijlpark |

| 26 d'octubre - 17:30 |     |               |                |
| Sud-àfrica           | 8-4 | Països Baixos | Vanderbijlpark |
|                      |     |               | Vanderbijlpark |

| 27 d'octubre - 10:00 |     |            |                |
| Països Baixos        | 3-0 | Bangladesh | Vanderbijlpark |
|                      |     |            | Vanderbijlpark |

| 28 d'octubre - 15:30 |     |         |                |
| Països Baixos        | 3-0 | Àustria | Vanderbijlpark |
|                      |     |         | Vanderbijlpark |

| 28 d'octubre - 20:00 |     |            |                |
| Sud-àfrica           | 3-0 | Bangladesh | Vanderbijlpark |
|                      |     |            | Vanderbijlpark |

- Bangladesh perd tots els partits per 3 a 0 en no presentar-se.

### Grup C
| Equip    | Pts | PJ | PG | PE | PP | GF | GC | DG  |
| -------- | --- | -- | -- | -- | -- | -- | -- | --- |
| Colòmbia | 9   | 3  | 3  | 0  | 0  | 28 | 7  | +21 |
| Egipte   | 6   | 3  | 2  | 0  | 1  | 18 | 11 | +7  |
| Macau    | 3   | 3  | 1  | 0  | 2  | 21 | 20 | +1  |
| Índia    | 0   | 3  | 0  | 0  | 3  | 9  | 38 | -29 |

| 26 d'octubre - 11:00 |      |       |                |
| Egipte               | 14-3 | Índia | Vanderbijlpark |
|                      |      |       | Vanderbijlpark |

| 26 d'octubre - 16:00 |      |       |                |
| Colòmbia             | 12-5 | Macau | Vanderbijlpark |
|                      |      |       | Vanderbijlpark |

| 27 d'octubre - 17:00 |      |       |                |
| Colòmbia             | 10-1 | Índia | Vanderbijlpark |
|                      |      |       | Vanderbijlpark |

| 27 d'octubre - 18:30 |     |        |                |
| Macau                | 2-3 | Egipte | Vanderbijlpark |
|                      |     |        | Vanderbijlpark |

| 28 d'octubre - 11:30 |      |       |                |
| Macau                | 14-5 | Índia | Vanderbijlpark |
|                      |      |       | Vanderbijlpark |

| 28 d'octubre - 18:30 |     |        |                |
| Colòmbia             | 6-1 | Egipte | Vanderbijlpark |
|                      |     |        | Vanderbijlpark |

## Segona fase

### Posicions 9 a 12
- Les disputen el quart classificat de cada grup i el pitjor dels tercers

| Equip      | Pts | PJ | PG | PE | PP | GF | GC | DG  |
| ---------- | --- | -- | -- | -- | -- | -- | -- | --- |
| Austràlia  | 7   | 3  | 2  | 1  | 0  | 19 | 4  | +15 |
| Israel     | 7   | 3  | 2  | 1  | 0  | 16 | 10 | +6  |
| Índia      | 3   | 3  | 1  | 0  | 2  | 9  | 21 | -12 |
| Bangladesh | 0   | 3  | 0  | 0  | 3  | 0  | 9  | -9  |

| 30 d'octubre - 10:00 |     |            |                |
| Austràlia            | 3-0 | Bangladesh | Vanderbijlpark |
|                      |     |            | Vanderbijlpark |

| 30 d'octubre - 11:30 |     |        |                |
| Índia                | 6-9 | Israel | Vanderbijlpark |
|                      |     |        | Vanderbijlpark |

| 31 d'octubre - 10:00 |     |       |                |
| Bangladesh           | 0-3 | Índia | Vanderbijlpark |
|                      |     |       | Vanderbijlpark |

| 31 d'octubre - 11:30 |     |        |                |
| Austràlia            | 4-4 | Israel | Vanderbijlpark |
|                      |     |        | Vanderbijlpark |

| 1 de novembre - 10:30 |     |        |                |
| Bangladesh            | 0-3 | Israel | Vanderbijlpark |
|                       |     |        | Vanderbijlpark |

| 1 de novembre - 11:30 |      |       |                |
| Austràlia             | 12-0 | Índia | Vanderbijlpark |
|                       |      |       | Vanderbijlpark |

### Quadre pel títol
|  | Quarts de final | Quarts de final |               |            | Semifinals  | Semifinals  |  |  | Final | Final |
|  |                 |                 |               |            |             |             |  |  |       |       |
|  |                 |                 |               |            |             |             |  |  |       |       |
|  |                 |                 |               |            |             |             |  |  |       |       |
|  | Colòmbia        | 12              |               |            |             |             |  |  |       |       |
|  | Colòmbia        | 12              |               |            |             |             |  |  |       |       |
|  | Macau           | 3               |               |            |             |             |  |  |       |       |
|  | Macau           | 3               | Colòmbia      | 2          |             |             |  |  |       |       |
|  |                 |                 | Colòmbia      | 2          |             |             |  |  |       |       |
|  |                 | Països Baixos   | 3             |            |             |             |  |  |       |       |
|  | Uruguai         | Països Baixos   | 3             | 3          |             |             |  |  |       |       |
|  | Uruguai         |                 |               | 3          |             |             |  |  |       |       |
|  | Països Baixos   | 4               |               |            |             |             |  |  |       |       |
|  | Països Baixos   | 4               | Països Baixos | 3          |             |             |  |  |       |       |
|  |                 |                 | Països Baixos | 3          |             |             |  |  |       |       |
|  |                 | Estats Units    | 7             |            |             |             |  |  |       |       |
|  | Estats Units    | Estats Units    | 7             | 4          |             |             |  |  |       |       |
|  | Estats Units    |                 |               | 4          |             |             |  |  |       |       |
|  | Àustria         | 1               |               |            |             |             |  |  |       |       |
|  | Àustria         | 1               | Estats Units  | 2          | Tercer lloc | Tercer lloc |  |  |       |       |
|  |                 |                 | Estats Units  | 2          | Tercer lloc | Tercer lloc |  |  |       |       |
|  |                 | Sud-àfrica      | 1             |            |             |             |  |  |       |       |
|  | Sud-àfrica      | Sud-àfrica      | 1             | 7          | Colòmbia    | 9           |  |  |       |       |
|  | Sud-àfrica      |                 |               | 7          | Colòmbia    | 9           |  |  |       |       |
|  | Egipte          | 2               |               | Sud-àfrica | 1           |             |  |  |       |       |
|  | Egipte          | 2               |               |            | 1           |             |  |  |       |       |
|  |                 |                 |               |            |             |             |  |  |       |       |
|  |                 |                 |               |            |             |             |  |  |       |       |

Quarts de final
| 30 d'octubre - 16:00 |      |       |                |
| Colòmbia             | 12-3 | Macau | Vanderbijlpark |
|                      |      |       | Vanderbijlpark |

| 30 d'octubre - 17:30 |     |         |                |
| Estats Units         | 4-1 | Àustria | Vanderbijlpark |
|                      |     |         | Vanderbijlpark |

| 30 d'octubre - 19:00 |     |               |                |
| Uruguai              | 3-4 | Països Baixos | Vanderbijlpark |
|                      |     |               | Vanderbijlpark |

| 30 d'octubre - 20:30 |     |        |                |
| Sud-àfrica           | 7-2 | Egipte | Vanderbijlpark |
|                      |     |        | Vanderbijlpark |

5è al 8è
| 31 d'octubre - 16:00 |     |         |                |
| Macau                | 0-3 | Uruguai | Vanderbijlpark |
|                      |     |         | Vanderbijlpark |

| 31 d'octubre - 17:30 |     |        |                |
| Àustria              | 8-3 | Egipte | Vanderbijlpark |
|                      |     |        | Vanderbijlpark |

Semifinals
| 31 d'octubre - 19:00 |     |               |                |
| Colòmbia             | 2-3 | Països Baixos | Vanderbijlpark |
|                      |     |               | Vanderbijlpark |

| 31 d'octubre - 20:30 |     |            |                |
| Estats Units         | 2-1 | Sud-àfrica | Vanderbijlpark |
|                      |     |            | Vanderbijlpark |

7è-8è
| 1 de novembre - 16:00 |     |       |                |
| Egipte                | 3-8 | Macau | Vanderbijlpark |
|                       |     |       | Vanderbijlpark |

5è-6è
| 1 de novembre - 17:30 |     |         |                |
| Àustria               | 3-2 | Uruguai | Vanderbijlpark |
|                       |     |         | Vanderbijlpark |

3r-4t
| 1 de novembre - 19:00 |     |            |                |
| Colòmbia              | 9-1 | Sud-àfrica | Vanderbijlpark |
|                       |     |            | Vanderbijlpark |

FINAL
| 1 de novembre - 20:30 |     |               |                |
| Estats Units          | 7-3 | Països Baixos | Vanderbijlpark |
|                       |     |               | Vanderbijlpark |

| Estats Units        |
| Campió ESTATS UNITS |

## Classificació final
| Equip | Equip         | Pts | PJ | PG | PE | PP | GF | GC | DG  | Rend  |
| ----- | ------------- | --- | -- | -- | -- | -- | -- | -- | --- | ----- |
| 1r    | Estats Units  | 18  | 6  | 6  | 0  | 0  | 35 | 10 | +25 | 100%  |
| 2n    | Països Baixos | 12  | 6  | 4  | 0  | 2  | 20 | 20 | 0   | 66,6% |
| 3r    | Colòmbia      | 15  | 6  | 5  | 0  | 1  | 51 | 14 | +37 | 83,3% |
| 4t    | Sud-àfrica    | 12  | 6  | 4  | 0  | 2  | 23 | 20 | +3  | 66,6% |
| 5è    | Àustria       | 9   | 6  | 3  | 0  | 3  | 16 | 15 | +1  | 50%   |
| 6è    | Uruguai       | 9   | 6  | 3  | 0  | 3  | 18 | 12 | +6  | 50%   |
| 7è    | Macau         | 6   | 6  | 2  | 0  | 4  | 32 | 38 | -6  | 33,3% |
| 8è    | Egipte        | 6   | 6  | 2  | 0  | 4  | 26 | 34 | -8  | 33,3% |
| 9è    | Austràlia     | 8   | 6  | 2  | 2  | 2  | 24 | 21 | +3  | 44,4% |
| 10è   | Israel        | 8   | 6  | 2  | 2  | 2  | 19 | 23 | -4  | 44,4% |
| 11è   | Índia         | 3   | 6  | 1  | 0  | 5  | 18 | 59 | -41 | 16,6% |
| 12è   | Bangladesh    | 0   | 6  | 0  | 0  | 6  | 0  | 18 | -18 | 0%    |